# 刘小小
刘小小（1990年3月28日—），原名劉筱筱，中國女演員，畢業于中央戏剧学院2007级表演系本科。

## 经历
- 参与活动：2008年7月，刘小小曾参与新浪娱乐张纪中版《新西游记》“我耀西游”选秀展示活动。
- 2010年2月下旬至4月中旬，刘小小曾和中央电视台著名节目主持人赵保乐，中国大陆著名娱乐主持沈凌，中国大陆著名娱乐歌手大张伟四人一起替班主持由山东卫视录制播出的大型民间才艺秀节目立马电动车《中华达人》，节目已于2010年3月13日至5月2日期间每周六晚21:20分播出。山东卫视《中华达人》节目现已永久停播。
- 2012年6月上旬刘小小曾参与录制安徽卫视大型年代综艺秀节目《黄金年代》第二季嘉宾，节目已于2012年6月22日晚21:20分播出，安徽卫视《黄金年代》节目现已永久停播。
- 2014年6月上旬刘小小参与录制深圳卫视《年代秀》电视剧《十月围城》专场节目，做节目嘉宾，节目已于2014年7月5日晚21:20分在深圳卫视播出

## 作品

### 電視劇
| 首播年份 | 剧名           | 角色   |
| 2011年   | 新水浒传       | 扈三娘 |
| 2011年   | 风云1911       | 蔡小宛 |
| 2012年   | 楚汉传奇       | 季桃   |
| 2013年   | 隋唐演义       | 裴翠云 |
| 2013年   | 忽必烈傳奇     | 郝沁   |
| 2013年   | 龙门镖局       | 姜若兰 |
| 2014年   | 十月围城       | 区舒云 |
| 2014年   | 宫锁连城       | 如燕   |
| 2014年   | 美人制造       | 王若梅 |
| 2016年   | 我的继父是偶像 | 苗欣   |
| 2017年   | 憨媳从军       | 花水仙 |
| 待播     | 北爱2013       | 李楚   |

### 電影
- 2012年《守株人》饰演畅畅
- 2013年《飘落的羽毛》饰演婻锁
- 2015年《情比山高》饰演李璐
- 2015年《何以笙簫默》（客串）路人甲

## 外部連結
- 刘小小的新浪微博